# Павел Митков
Павел Митков е български художник.

## Биография и творчество
Павел Митков е роден на 17 август 1977 г. в град София в семейство на инженери. В периода от 1991 г. до 1996 г. учи в Образцов механотехникум в София, където изучава разширено немски език. Започва да твори усилено от 15-годишен и да помага финансово на семейството си.
През 1997 г. Митков е приет със специалност пейзажно рисуване в Лесотехническия Университет с две пълни шестици по рисуване. От тогава започва и съзнателният му живот като артист.
В началото Павел Митков изработва платната си сам от стари чаршафи, които опъва върху ръчно сковани подрамки от отпадъчни палета. По това време отваря и първото си ателие в „Студентски град“, а първата му самостоятелна изложба е през 1998 година в музей „Земята и хората“. Картини на Павел Митков присъстват в колекциите на хора като руският президент Владимир Путин, кралят на Белгия Албер II, Папа Йоан Павел II, Папа Бенедикт XVI, бившия кмет на Москва Юрий Лужков и сенатор Хилъри Клинтън.
Интересна част от неговата биография е участието му във филма Операция „Шменти капели“.

## Изложби
- 2014 – Монако, Арт Монако 2014
- 2014 – Люксембург, Руски благотворителен бал, Изложба – Вернисаж
- 2013 – Австрия, Инсбрук – Арт Инсбрук 2013
- 2012 – Русия, Владивосток – Изложба „Европа – от Ла Манша до Владивосток“
- 2012 – Гърция, Миконос – Откриване на нова галерия на Павел Митков
- 2011 – Русия, Москва – Арт Манеж, Художествена изложба 2011
- 2011 – Швейцария, Цюрих – Галерия Кронен
- 2011 – Германия, Берлин – Hanse Арт Изложба 2011
- 2011 – Чехия, Карлови Вари – Откриване на нова галерия в Гранд Хотел Пуп
- 2011 – Русия, Москва – Съвет на Федерацията в Русия
- 2011 – Русия, Москва – Международен Фестивал на изкуствата „Традиции и Съвременност“
- 2010 – Русия, Москва – „Арт-Манеж“ – Художествена изложба в Москва 2010
- 2010 – Германия, Бремен – HanseArt „Hin Zum Original“ Художествена изложба
- 2008 – Испания, Барселона – Master Art J.S. Бах Галерия, Барселона
- 2008 – Русия, Москва – Исторически музей, Москва
- 2008 – Япония, Токио – Галерия Mira Haya
- 2007 – България, София – Руско посолство
- 2007 – Италия, Верона – Ingresso mostra
- 2007 – България, Варна
- 2006 – България, Пловдив – Международна изложба „Впечатление“
- 2006 – Германия, Берлин – Български културен институт
- 2005 – Швейцария, Цюрих – Галерия Кронен
- 2004 – Турция, Измир – Международна изложба
- 2004 – България, Пловдив – Международна изложба „Впечатление“
- 2004 – България, Варна
- 2004 – САЩ, Чикаго
- 2004 – САЩ, Вашингтон, окръг Колумбия
- 2004 – САЩ, Ню Йорк – Ривърдейл градина – Художествена Галерия
- 2004 – Полша, Варшава
- 2003 – САЩ, Вашингтон – Ривърдейл градина – Художествена Галерия
- 2003 – България, София – Колеж по библиотекознание
- 2003 – Австрия, Вена – Haus Wittgenstein
- 2003 – Унгария, Будапеща
- 2002 – България, София – Хотел България
- 2001 – България, София – Галерия Витоша
- 2001 – България, Козлодуй
- 2001 – България, София – „Atellier 96“
- 2001 – България, Пловдив – Впечатление
- 2000 – Гърция, Салоники
- 2000 – България, София – Национален Дворец на Културата
- 1999 – България, София – Национален Дворец на Културата
- 1998 – ОАЕ, Дубай – Световен конгрес за иновации
- 1998 – Филипините, Манила – Световен конгрес за иновации
- 1998 – България, София – Национална галерия за чуждестранно изкуство
- 1998 – България, София – Музей „Земята и хората".[2]

## Награди
След 2008 г. Павел Митков открива много изложби в Москва, Берлин, Цюрих, Рим, Барселона, Палма де Майорка, Инсбрук, Бремен, Милано, Карлови Вари и Новосибирск. За този период Митков получава много награди за Fine Art:
- Laureate of the "Medal of the Franz Kafka;
- World Prize of Salvador Dali for Fine Arts by the Alliance Salvador Dalí International;
- Order of Lomonosov;
- Prize for Fine Arts of „Masarykova Academy“ Prague;
- Gold Medal, France 29th January 2009;
- Diploma of participation at the International Painting Camp „Bucovina – Past, Present, and Future“, Romania 2011.[2]